# 류위린
류위린(劉玉麟(유옥린), 1862년 3월 9일~1942년 9월 22일)은 청나라 시대 말기와 국민정부 대륙 본토 시대 중화민국 초기의 외교관 출신의 정치인이다. 자(字)는 바오린(葆林)이다.

## 생애

### 일생
1875년에서부터 1881년까지 미국 유학을 6년간 다녀온 그는 1882년 음서로써 청나라 외교관료직책에 천거되어 영국령 싱가포르, 영국령 남아프리카, 미국, 포르투갈, 영국, 포르투갈령 마카오 등지의 국가를 외교 직책으로써 부임을 받았으며 영국 주재직 외교관 직책 2년차에 있던 중이던 1912년 2월 29일을 기하여 국민정부 시대 중화민국 대륙 본토 정권 체제에 투항하였다. 1914년 3월 1일을 기하여 영국 주재 중화민국 특명전권공사 직책을 마치고 중화민국에 전격 귀국을 하였으며 56세 시절이던 1918년 9월 4일 중화민국 광둥 성 광저우에서 2년 연하녀 초배 부인 마페이안(馬培安)을 상배 후 66세 시절이던 1928년 12월 18일, 광저우에서 49년 연하녀였던 당시 17세의 펑푸넝(馮弗能, 풍불능, 아명(兒名)은 펑페이넝(馮彿能, 풍비능, 1911년 9월 26일 ~ 1979년 3월 11일(67세), 중국공산당 인민정치협상회의 부의장 비서관 역임)과 재혼하였으며 1929년 4월 25일에서부터 1932년 5월 29일까지 계배 부인 펑푸넝(馮弗能)과 함께 영국에 거주하다가 1932년 5월 29일을 기하여 국민정부 시대 중화민국 대륙 본토(광둥 성 광저우)로 귀국하였고 그 후 광저우에 거주하다가 1936년 2월 29일을 기하여 계배 펑(馮) 여사와 그리고 맏아들, 외동딸, 막내아들 일가들과 함께 포르투갈령 마카오에 재차 이주하였으며 1942년 9월 22일을 기하여 마카오 그곳에서 향년 80세로 하세하였다.